# Norris Locomotive Works

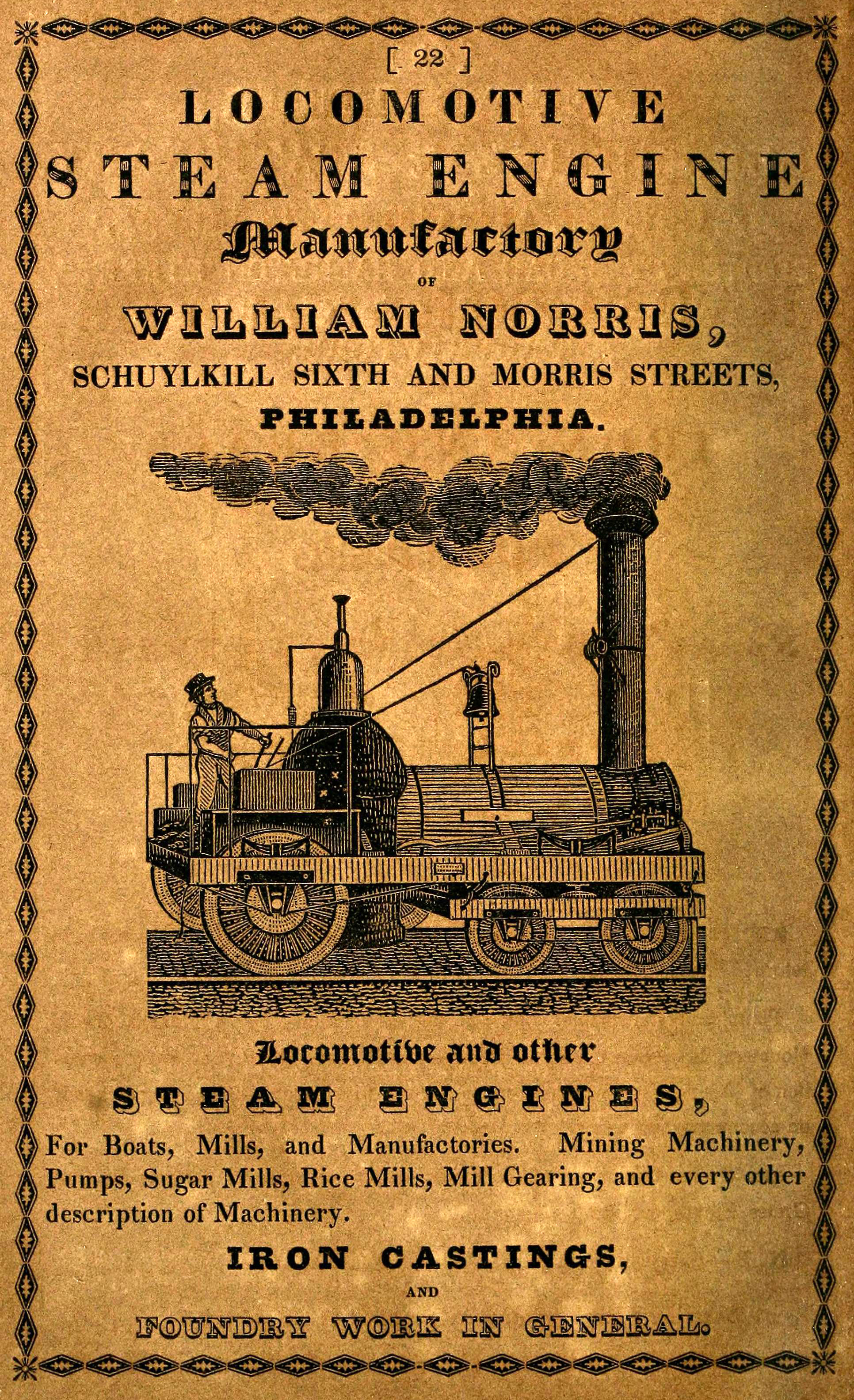
Manifesto di William Norris nel 1842

La Norris Locomotive Works era una società costruttrice di veicoli ferroviari (prevalentemente locomotive a vapore, occasionalmente carri e carrozze) sita in Filadelfia, Pennsylvania. La fabbrica dismise la produzione nel 1866.

## Storia

### Le origini

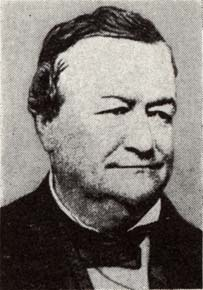
William Norris

La società nacque nel 1832 come American Steam Carriage Company ad opera di William Norris (1802-1867) e del colonnello Stephen Harriman Long (1784-1864), ingegnere e cartografo militare cui si associarono il generale Parker, il dottor Richard Harlan e il signor George Wetherell; lo scopo era quello di costruire "locomotors" che usassero antracite come combustibile. 
La prima macchina venne realizzata nella Phoenix foundry di Kensington (un sobborgo di Filadelfia) sotto la diretta supervisione del colonnello Long; il 4 luglio del 1832 avvenne il collaudo sulla linea della Newcastle and Frenchtown ma si dimostrò un fallimento in quanto il vapore si esaurì entro un miglio a causa dell'insufficiente superficie di griglia e la locomotiva dovette fermarsi a fare vapore.
Norris e Long costruirono pure la locomotiva "Black Hawk", che debuttò con scarsi risultati sulla Boston and Providence Railroad e sulla Philadelphia and Columbia Railroad nei primi anni trenta del XIX secolo. Dopo aver progettato sei macchine con risultati deludenti Long nel 1834 abbandonò la collaborazione con William Norris e fu sostituito dal fratello di questi, Septimus, autore di diversi brevetti nel settore. I due fratelli riorganizzarono l'impresa come Norris Locomotive Works nel 1834. L'entrata nell'azienda di Joseph Harrison portò finalmente, nel 1835, a risultati concreti.

### Crescita e successo

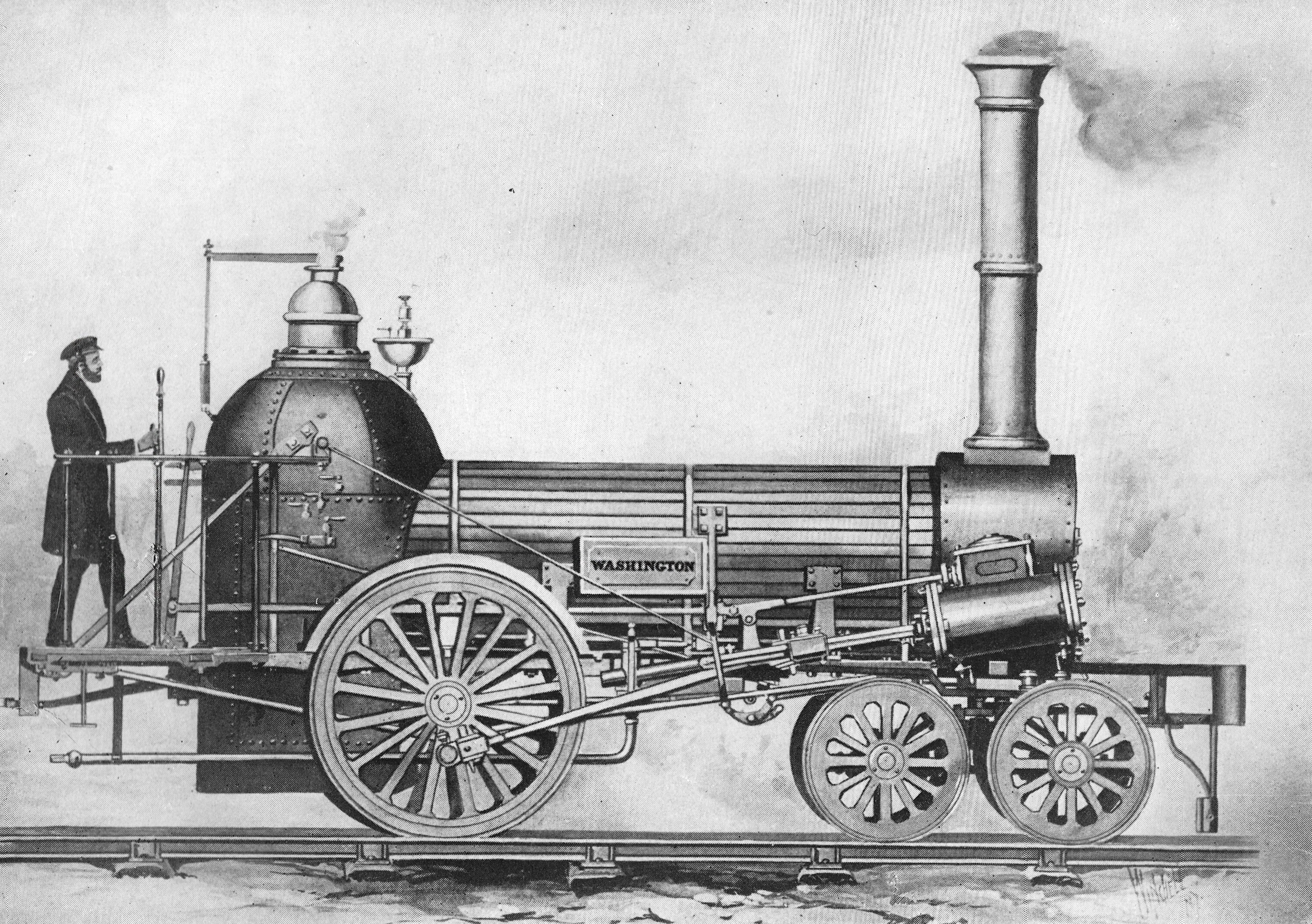
La locomotiva "George Washington", 1836

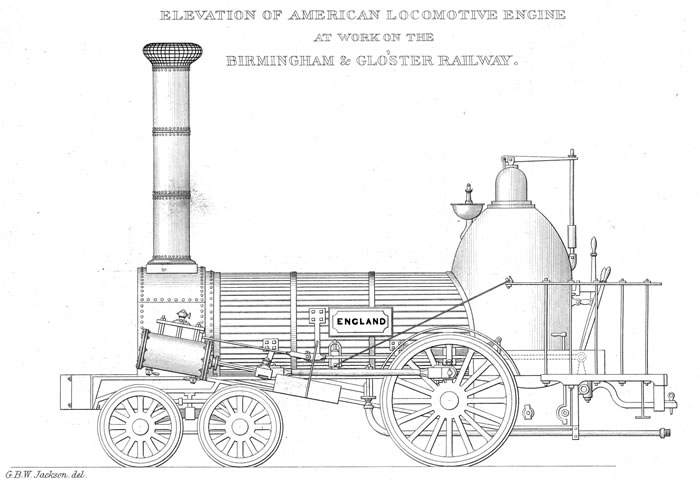
Locomotiva England, costruita per la Birmingham and Gloucester Railway

Il 10 luglio del 1836 fu una data storicamente importante in quanto i fratelli Norris dimostrarono che una locomotiva a vapore era in grado di trasportare carichi anche sui percorsi in ascesa noti come "piani inclinati" sui quali di norma venivano utilizzati sistemi a fune. La locomotiva Norris operò sul percorso della lunghezza di 855 m e in ascesa del 69,9 per mille noto come Belmont Inclined Plane della Philadelphia and Columbia Railroad che era esercito con trazione a fune. La locomotiva George Washington, di rodiggio 2-1-0, dimostrò di poter trainare un carico di 8,7 t e 24 persone alla velocità di 24 km/h. Il fatto fu così rimarchevole da essere citato nelle riviste di ingegneria di varie parti del mondo e fruttò alla ditta una serie di ordinazioni dall'Europa.
L'anno dopo (1837) Norris costruì la Lafayette per la Baltimore and Ohio Railroad il cui disegno ricalcava quello della George Washington; era la prima macchina della B&O con carrello portante a due assi e divenne il modello universale della produzione. Le innovazioni includevano il positionamento esterno dei cilindri e in corrispondenza al fumaiolo.  La Lafayette fu la configurazione tipo delle macchine "American".
Il 1837 fu l'anno in cui la ferrovia inglese Gloucester and Birmingham Railway esperì un'ordinazione di 17 locomotive (che vennero denominate modello "England").

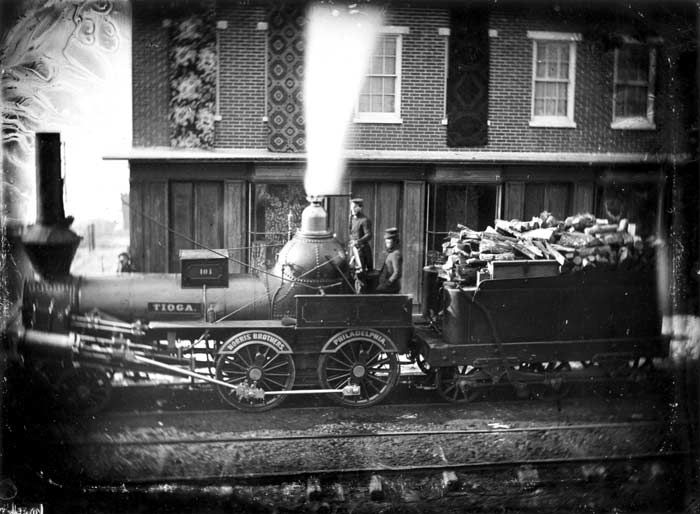
La locomotiva Tioga esce dalla Norris Works nel 1848

Tuttavia la grave crisi finanziaria di quell'anno vanificò l'incipiente successo; Richard, il fratello minore dei Norris che lavorava dal 1839 nella fabbrica venne coinvolto nella società che però fallì nel 1841 causando l'estromissione di William. Questi, spostatosi in Europa, tra il 1840 e il 1848 tentò di stabilire una fabbrica in Vienna senza successo, per cui fece ritorno negli Stati Uniti.
La William Norris divenne "Norris Brothers" quando Richard ed Octavius vi entrarono nel 1844 dopo il periodo di gravi difficoltà finanziarie e la riorganizzarono dopo l'uscita di William dall'azienda. Il marchio divenne successivamente "Richard Norris and Son". Altre fabbriche di locomotive in altre località nacquero, con poco successo, a cura dei fratelli Norris in Lancaster (Pennsylvania) e Schenectady (New York).
Nel 1845 macchine Norris vennero acquistate anche per la Ferrovia Lucca-Pisa, andando così ad equipaggiare una delle più antiche ferrovie internazionali (collegava il Ducato di Lucca con il Granducato di Toscana.
Nel 1847, la Norris Works produsse la sua prima locomotiva a 5 assi in America denominata Chesapeake. Acquisita dalla Philadelphia and Reading Railroad, fu la prima macchina al mondo ad adottare il rodiggio 2-3-0. La sua massa era di 22 t, i cilindri da 368 a 558 mm di diametro, a seconda della versione, e le ruote motrici da 1,168 m di diametro. Nata con un focolaio atto a bruciare legna la Chesapeake fu convertita all'uso di antracite nel 1862. Il disegno della macchina è attribuito da alcune fonti a Septimus Norris e da altre a John Brandt della Erie Railway.

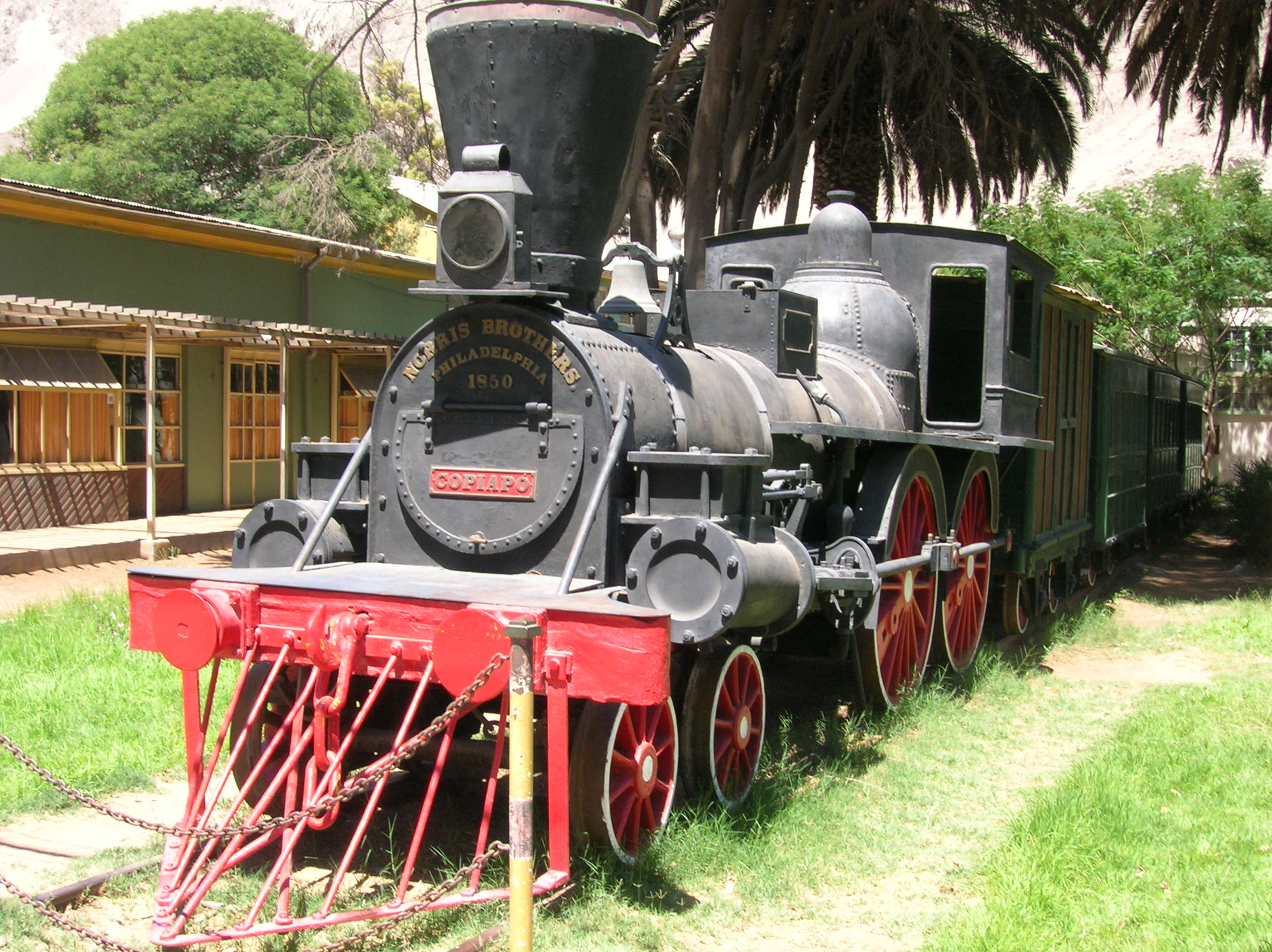
La Copiapó, prima locomotive in Sud America, costruita da Norris nel 1850

La Norris Locomotive Works vendette molte locomotive all'estero. Fu la prima esportatrice americana di locomotive e di meccanica pesante in genere. Agli inizi del 1840 circa il 30% della produzione era destinato al mercato estero. Locomotive Norris operarono in Inghilterra, Russia, Francia, negli stati della confederazione germanica, in Prussia, Austria e Sassonia), in Belgio, Italia, Canada, Cuba e nel Sud America. (La Copiapó, costruita nel 1850 per le ferrovie del Cile, fu la prima locomotiva dell'intero Sud America). Le locomotive esportate influenzarono in alcuni casi le produzioni locali.
La Norris ebbe in catalogo un ampio ventaglio di proposte atte alle esigenze della vasta committenza mondiale, con macchine di massa tra 20 e 30 t (tender escluso) per merci o per viaggiatori vendute a prezzi variabili, in funzione dello stock, tra i 6000 $ e i 12000 $. La soddisfazione di vari regnanti quali lo Zar Nicola I di Russia e il re Luigi Filippo di Francia si manifestò con il conferimento di medaglie d'oro e riconoscimenti.

### Dismissione

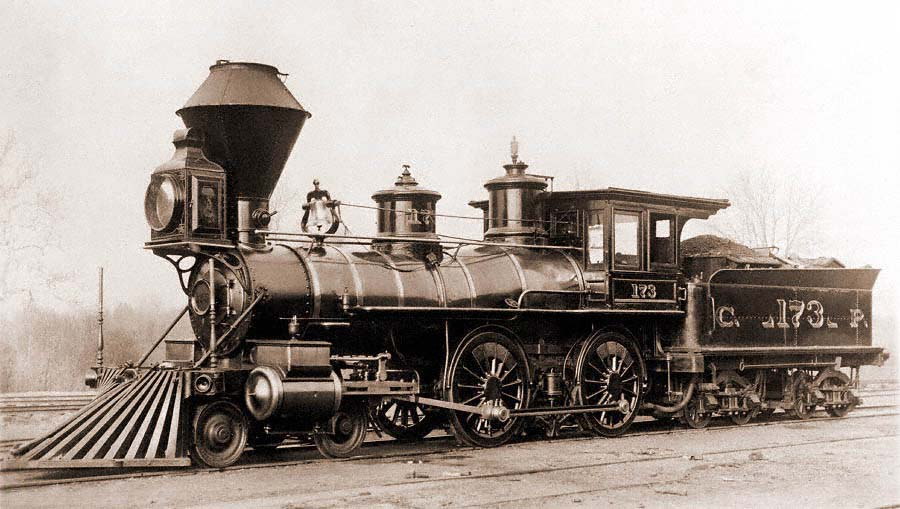
Locomotiva CP 173 della Central Pacific Railway costruita dalla Norris di Lancaster nel 1864

Negli anni cinquanta del XIX secolo Richard Norris and Son fu la più grande fabbrica degli Stati Uniti e una delle maggiori a livello mondiale. Diede impiego a varie migliaia di operai nella decina di opifici siti nelle aree in cui oggi insiste il campus del Community College of Philadelphia. Il marchio raggiunse l'apice del successo tra 1857 e 1858, con circa mille locomotive prodotte, ma dopo tale periodo le imprese della famiglia Norris perdettero gradualmente mercato. Il serio abbassamento della qualità causato dalle difficoltà provocate dalla Guerra civile americana diede il colpo di grazia all'azienda che, nel 1866, chiuse pur se alcune consegne vennero fatte fino a qualche anno dopo.
Nessuna parte delle vecchie fabbriche è stata preservata.